# 克倫峰

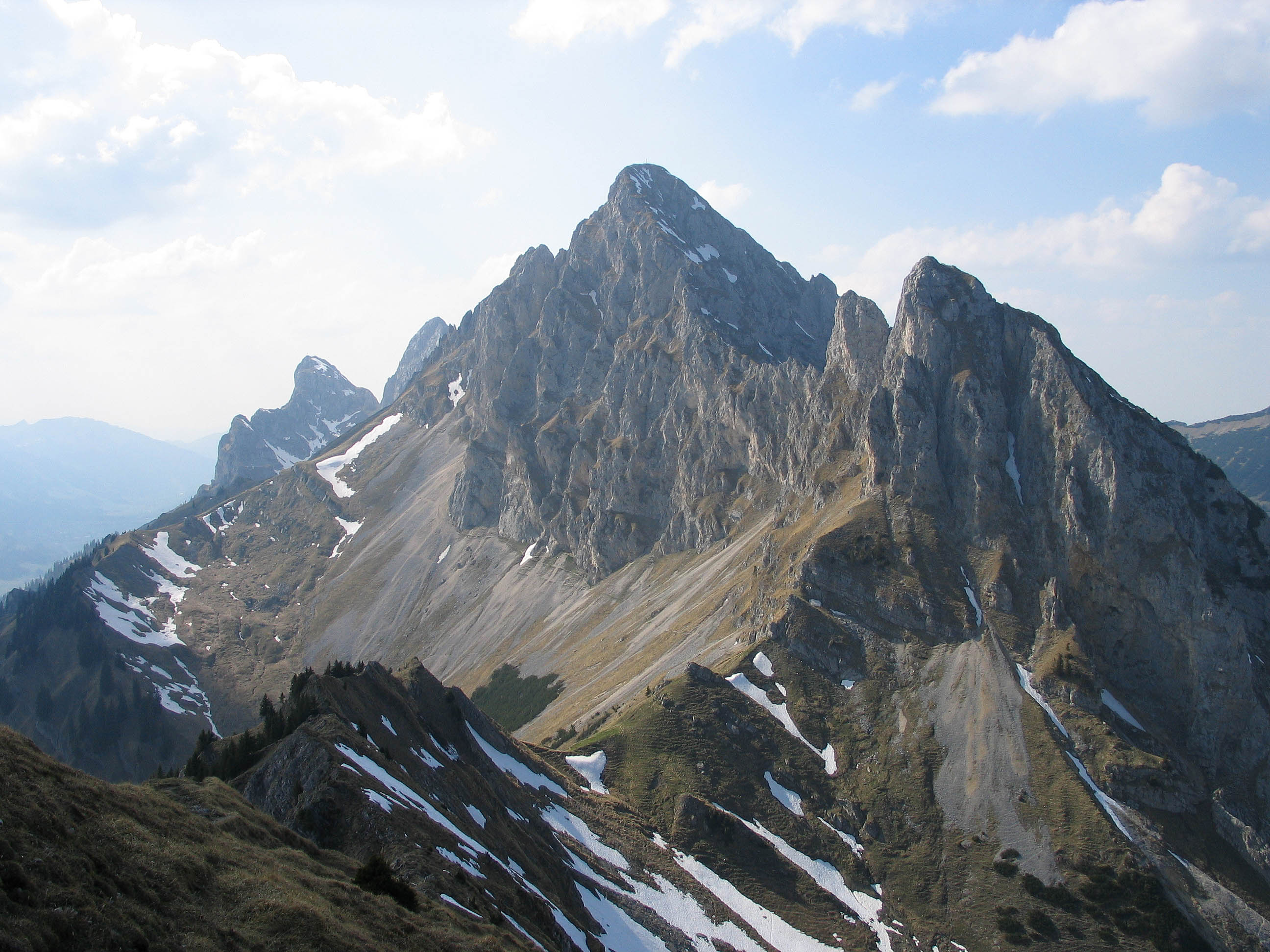

47°30′01″N 10°37′50″E / 47.50028°N 10.63056°E
克倫峰（德語：Kellenspitze），是奧地利的山峰，位於該國西部，由蒂羅爾州負責管轄，屬於阿爾高阿爾卑斯山脈的一部分，距離萊拉赫峰9.2公里，海拔高度2,238米，山體在三疊紀時期形成。